# Милићево Село, борци пали у ратовима од 1912. до 1918. године
Списак бораца из Милићевог Села, Општина Пожега, погинулих и умрлих у Балканским и Првом светском рату преузет је из књиге „Пожега и околина”, објављене 1978. године.
Подаци за подручје Пожеге прикупљани су у периоду 1976–1977. године преко матичних књига умрлих, спомен-плоча, крајпуташа, као и разговора са преживелим борцима и појединим грађанима који су по сећању могли да дају податке, уз напомену да спискови могуће да нису потпуни, због временске дистанце и недостатка поузданих извора.

## Списак
1. Антонијевић Велисав
2. Антонијевић Вукић
3. Антонијевић Никола
4. Антонијевић Радомир
5. Антонијевић Светислав
6. Антонијевић Чедомир
7. Арсовић Божидар
8. Бабић Војислав, поднаредник
9. Бабић Константин
10. Бабић Љубисав
11. Бабић Милисав
12. Бајић Стојан
13. Вељовић Лука
14. Видаковић Милош
15. Видаковић Павле
16. Вукашиновић Јосип
17. Ђурић Давид
18. Ђурић Јаћим
19. Ђурић Милан
20. Ђурић Светолик
21. Ђурић Филип
22. Жуњић Стојан
23. Зарић Никола
24. Ивановић Дмитар
25. Илинчић Петар
26. Јевђовић Бранислав
27. Јевђовић Љубомир
28. Јевђовић Чедомир
29. Јеверичић Величко, потпоручник
30. Јеверичић Драгутин
31. Јеверичић Ђорђе, поднаредник
32. Јеверичић Прокопије
33. Јовичић Властимир
34. Јовичић Радован
35. Јоковић Божидар
36. Јоковић Јован
37. Јоковић Милорад
38. Јоковић Ранит
39. Јоковић Славољуб
40. Јоковић Филип
41. Јоксимовић Драгутин
42. Јоксимовић Јосип
43. Јоксимовић Стеван
44. Ковачевић Драгомир
45. Крстонић Владимир
46. Крстонић Љубомир
47. Крстонић Михаило
48. Кузовић Милутин
49. Кузовић Немања
50. Кузовић Радомир
51. Марковић Живан
52. Марковић Михаило
53. Марковић Марко
54. Миркић Петар
55. Миркић Пантелија
56. Мићовић Лука
57. Мићовић Никола
58. Недић Миливоје, поручник
59. Недић Драгутин
60. Недовић Никола
61. Недовић Светолик
62. Николић Војимир
63. Николић Петар
64. Павловић Радосав
65. Протовић Љубомир
66. Протовић Светислав
67. Радуловић Бранислав
68. Радуловић Ђурђе
69. Радуловић Љубиша
70. Радуловић Мирко
71. Радуловић Средоје
72. Раковић Драгоје
73. Раковић Милан
74. Раковић Мијајло
75. Раковић Никола, поднаредниик
76. Раковић Радиша
77. Раковић Светозар
78. Раковић Сретен
79. Симовић Алексије
80. Симовић Радивоје
81. Спасић Ђорђе
82. Спасић Јеротије
83. Спасић Страхин
84. Стевановић Будимир
85. Стевановић Војин
86. Стевановић Градиња
87. Стевановић Милета
88. Стевановић Миливоје
89. Цвијовић Владимир, поднаредник
90. Цвијовић Ратко
91. Чоловић Владимир
92. Филиповић С. Ђорђе
93. Филиповић М. Ђорђе
94. Филиповић Милан
95. Филиповић Радисав
96. Филиповић Чедомир, каплар[1]